# Еберхард III фон Нордгау
Еберхард III фон Нордгау (на немски: Eberhard III von Nordgau; * ок. 840 или 860; † сл. 898) от род Етихониди, е граф в Нордгау в Елзас (888), граф в Горен Ааргау (886 – 894) и Ортенау (888).

## Биография
Той е най-възрастният син на Еберхард II (Вихман) ван Хамаланд, граф в Нордгау († 898) и съпругата му Рихилд (* ок. 835), дъщеря на Фредерик (* ок. 810) и Ида (* ок. 812). Брат е на Мегинхард IV ван Хамаланд, граф на Харналант, маркграф на Фризия (ок. 872 – 952) и на Вихман III ван Цутфен, граф на Цутфен (* ок. 880). Потомък е на Етихо, третият известен херцог в Елзас († 682/700), бащата на Света Одилия († 720).
Еберхард е в добри отношения с Арнулф Каринтийски, Рудолф I крал на Горна Бургундия и Лудвиг Немски. През февруари 858 г. той участва в църковния събор в Улм. През 898 г. той е собственик на абатството Мюнстер в Грегориентал.

## Фамилия
Еберхард III се жени ок. 879 г. за Аделинда (Аделаида) от Вермандоа и има двама сина:
- Еберхард фон Нордгау († пр. 11 ноември 940), граф в Нордгау (913 – 933)
- Хуго I фон Нордгау (* ок. 880; † 940), граф на Хоенбург, Нордгау в Елзас, Ортенау и Ааргау, женен ок. 899 г. за Хилдегард де Ферете фон Пфирт.[1][2]